# Martti Laakso

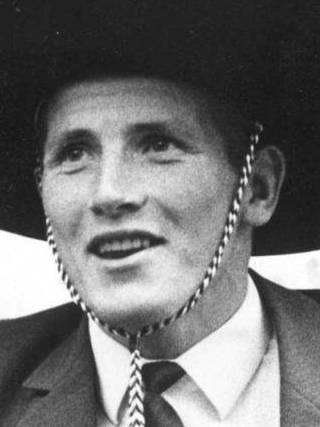
Martti Laakso, 1968

Martti Laakso (* 19. Dezember 1943 in Ilmajoki) ist ein ehemaliger finnischer Ringer. Er war Vize-Weltmeister 1965 und Vize-Europameister 1970 und 1972 im griechisch-römischen Stil im Federgewicht.

## Werdegang
Animiert von seinem um vier Jahre älteren Bruder Matti Laakso begann auch Martti Laakso beim Ringerclub Ilmajoen Kisailijat mit dem Ringen. Im Gegensatz zu seinem Bruder betätigte er sich dabei nur im griechisch-römischen Stil. Während seiner Karriere startete er auch für den Sportverein Vaasan Voima-Veikot. Nachdem Martti Laakso schon im Nachwuchsbereich bei den verschiedenen Altersgruppen zu den besten finnischen Ringern gehört hatte, wurde er 1962 im Alter von 19 Jahren erstmals finnischer Meister im Bantamgewicht. Bis zum Ende seiner Karriere im Jahr 1973 errang er insgesamt fünf finnische Meistertitel.
Auf der internationalen Ringermatte erschien Martti Laakso erstmals im Jahre 1965. Nachdem er bei den Nordischen Meisterschaften hinter dem Schweden Leif Freij im Federgewicht den 2. Platz belegt hatte, sorgte er bei den Weltmeisterschaften dieses Jahres in Tampere für einen Paukenschlag, denn als unbekannter Neuling gewann er mit fünf Siegen und einer Finalniederlage gegen den sowjetischen Sportler Juri Grigorjew die Silbermedaille und war damit Vize-Weltmeister.
Nach einem etwas schwächeren Jahr 1966 erreichte Martti Laakso bei der Europameisterschaft 1967 in Minsk einen guten 4. Platz. Er blieb bei dieser Meisterschaft in vier Kämpfen ungeschlagen, musste aber nach zwei Unentschieden gegen Sreten Damjanović aus Jugoslawien und Metin Alakoç aus der Türkei wegen des Erreichens von 6 Fehlerpunkten ausscheiden. Bei der Weltmeisterschaft des gleichen Jahres rang er gegen Lothar Schneider aus der DDR unentschieden, musste aber nach dritten Runde wegen einer Niederlage gegen den späteren Weltmeister Roman Rurua aus der Sowjetunion vorzeitig ausscheiden.
1968 kam Martti Laakso sowohl bei der Europameisterschaft in Västerås als auch bei den Olympischen Spielen in Mexiko-Stadt auf den 6. Platz. Bei der Europameisterschaft besiegte er dabei auch Werner Hettich aus Freiburg im Breisgau und rang bei den Olympischen Spielen gegen Lothar Schneider erneut Unentschieden.
1969 fanden die Weltmeisterschaften in Mar del Plata vor den Europameisterschaften in Modena statt. In Mar del Plata gelang Martti Laakso mit dem dritten Platz der Gewinn der WM-Bronzemedaille. Bemerkenswert war dabei, dass er gegen Weltmeister Roman Rurua ein Unentschieden erzielte. Eine vermeidbare Niederlage gegen Petre Roman aus Rumänien kostete ihm aber eine noch bessere Platzierung. Bei der Europameisterschaft in Modena gelang ihm kein Sieg. Er rang zweimal Unentschieden und schied nach einer völlig überraschenden Niederlage gegen den Schweizer Jakob Tanner nach der 3. Runde vorzeitig aus.
Bei der Europameisterschaft 1970 in Ost-Berlin war dann Marrti Laakso wieder in hervorragender Form. Nach drei Siegen rang er u. a. gegen Kazimierz Lipień aus Polen unentschieden. Im Finale unterlag er aber gegen Wjatscheslaw Topurow aus Bulgarien. In der Endabrechnung belegte er damit einen hervorragenden 2. Platz. Bei der Weltmeisterschaft des gleichen Jahres in Edmonton besiegte Martti Laakso erneut Werner Hettich und gewann auch über Kazimierz Lipień. Er verlor aber dann gegen den starken Japaner Hideo Fujimoto und kam auf den 5. Platz.
Nachdem Martti Laakso 1971 auf der internationalen Ringermatte pausierte, wurde er bei der Europameisterschaft 1972 in Kattowitz erneut Vize-Europameister im Federgewicht. Auch bei den Olympischen Spielen in München rang Martti im Vorderfeld mit, erzielte nach zwei Siegen gegen Hideo Fujimoto sogar ein Unentschieden und unterlag den in dieser Konkurrenz dominierenden Ringern Dschemal Megrelischwili aus der Sowjetunion und Georgi Markow aus Bulgarien nur knapp. Mit dem 7. Platz blieb er aber ohne Medaille.
Nach 1973 beendete Martti Laakso seine internationale Ringerlaufbahn.

## Internationale Erfolge
(OS = Olympische Spiele, WM = Weltmeisterschaft, EM = Europameisterschaft, GR = griech.-röm. Stil, Ba = Bantamgewicht, Fe = Federgewicht, Le = Leichtgewicht, bis 1962 bis 57 kg, 62 kg u. 67 kg, ab 1963 bis 57 kg, 63 kg u. 70 kg, ab 1969 bis 57 kg, 62 kg u. 68 kg Körpergewicht)
- 1965, 2. Platz, Nordische Meisterschaft, GR, Fe, hinter Leif Freij, Schweden u. vor A. Olsen, Norwegen;
- 1965, 2. Platz, WM in Tampere, GR, Fe, mit Siegen über Roberto De Polli, Italien, Ibrahim Hanny, Libanon, Poul Bengtsson, Dänemark, Leif Freij u. Stoicho Kaltschew, Bulgarien u. einer Niederlage gegen Juri Grigorjew, Sowjetunion;
- 1966, 9. Platz, EM in Essen, GR, Fe, mit Siegen über Leonard Dutz, Belgien, Metin Alakoç, Türkei u. Niederlagen gegen Leif Freij u. Sertschik Agamow, UdSSR;
- 1966, 8. Platz, WM in Toledo/USA, GR, Fe, mit einem Sieg über Ibrahim Hanny, einem Unentschieden gegen Simion Popescu, Rumänien u. einer Niederlage gegen Metin Alakoç;
- 1967, 4. Platz, "Iwan-Poddubny"-Turnier in Moskau, GR, Fe, hinter Iwan Saizew, Sertschik Agamow u. Sergej Kujachew, alle UdSSR u. vor Simion Popescu u. Jiří Švec, Tschechoslowakei;
- 1967, 4. Platz, EM in Minsk, GR, Fe, mit Siegen über Clemens Hutter, Schweiz u. Giordano Federzone, Italien u. Unentschieden gegen Sreten Damjanović, Jugoslawien u. Metin Alakoç;
- 1967, 12. Platz, WM in Bukarest, GR, Fe, mit Unentschieden gegen Lothar Schneider, DDR u. Imre Baracsi, Ungarn u. einer Niederlage gegen Roman Rurua, UdSSR;
- 1967, 1. Platz, Vorolympisches Turnier in Mexiko-Stadt, GR, Fe, vor Simion Popescu, Dimitar Galinchew, Bulgarien u. Jose Guiterrez, Mexiko;
- 1968, 1. Platz, Nordische Meisterschaft, GR, Fe, vor Oystein Davidsen, Norwegen u. Aronsson, Schweden;
- 1968, 6. Platz, EM in Västerås, GR, Fe, mit Siegen über Werner Hettich, BRD u. Ramon Mentruit, Spanien, einem Unentschieden gegen Sreten Damjanović u. einer Niederlage gegen Dimitar Galinchew;
- 1968, 6. Platz, OS in Mexiko-Stadt, GR, Fe, mit Siegen über Ponciano Contreras, Mexiko u. Leonard Dutz, Belgien, einem Unentschieden gegen Lothar Schneider u. einer Niederlage gegen Simion Popescu;
- 1969, 3. Platz, WM in Mar del Plata, GR, Fe, mit Siegen über Carlos Torres, Argentinien, Akhbar Yodolaki, Iran u. Roland Svensson, Schweden, einem Unentschieden gegen Roman Rurua u. einer Niederlage gegen Petre Coman, Rumänien;
- 1969, 6. Platz, EM in Modena, GR, Fe, mit Unentschieden gegen Ivan Kaspar, CSSR u. Roland Svensson u. einer Niederlage gegen Jakob Tanner, Schweiz;
- 1970, 2. Platz, EM in Ost-Berlin, GR, Fe, mit Siegen über Harry van Landeghem, Belgien, Imre Baracsi u. Ivan Kaspar, einem Unentschieden gegen Kazimierz Lipień u. einer Niederlage gegen Wjatscheslaw Topurow, Bulgarien;
- 1970, 5. Platz, WM in Edmonton, GR, Fe, mit Siegen über Kazimierz Lipień, Francesco Scuderi, Italien u. Wener Hettich u. einer Niederlage gegen Hideo Fujimoto, Japan;
- 1971, 2. Platz, Nordische Meisterschaft, GR, Fe, hinter Lars-Erik Skiöld, Schweden u. vor Oystein Davidsen;
- 1972, 2. Platz, EM in Kattowitz, GR, Fe, mit Siegen über Ladislav Nepustil, CSSR, Oystein Davidsen u. Kazimierz Lipień, einem Unentschieden gegen Ralf Schröter, DDR u. einer Niederlage gegen Georgi Markow, Bulgarien;
- 1972, 7. Platz, OS in München, GR, Fe, mit Siegen über Hernandez Juan De Dios, Guatemala u. Carlos Hurtado, Peru, einem Unentschieden gegen Hideo Fujimoto u. Niederlagen gegen Dschemal Megrelischwili, UdSSR u. Georgi Markow;
- 1973, 1. Platz, Nordische Meisterschaft, GR, Fe, vor Kenneth Karlsson, Schweden, Oystein Davidsen u. Tage Weirum, Dänemark

## Finnische Meisterschaften
- 1962, 1. Platz, GR, Ba, vor Raimo Taskinen u. Jorma Turunen,
- 1963, 3. Platz, GR, Ba, hinter Raimo Taskinen u. Jorma Turunen,
- 1965, 2. Platz, GR, Fe, hinter Tauno Jaskari u. vor Jorma Juoperi,
- 1966, 1. Platz, GR, Fe, vor Tauno Jaskari u. Heino Jämsä,
- 1968, 1. Platz, GR, Fe, vor Heino Jämsä u. Sauli Heinonen,
- 1969, 3. Platz, GR, Fe, hinter Pentti Ylinen u. Jorma Liimatainen,
- 1971, 2. Platz, GR, Fe, vor Jorma Liimatainen u. Sauli Heinonen,
- 1972, 1. Platz, GR, Fe, vor Eero Suvilehto u. Jorma Liimatainen,
- 1973, 3. Platz, GR, Le, hinter Markku Yli-Isotalo u. Veikko Lavonen